# Mitsubishi Galant

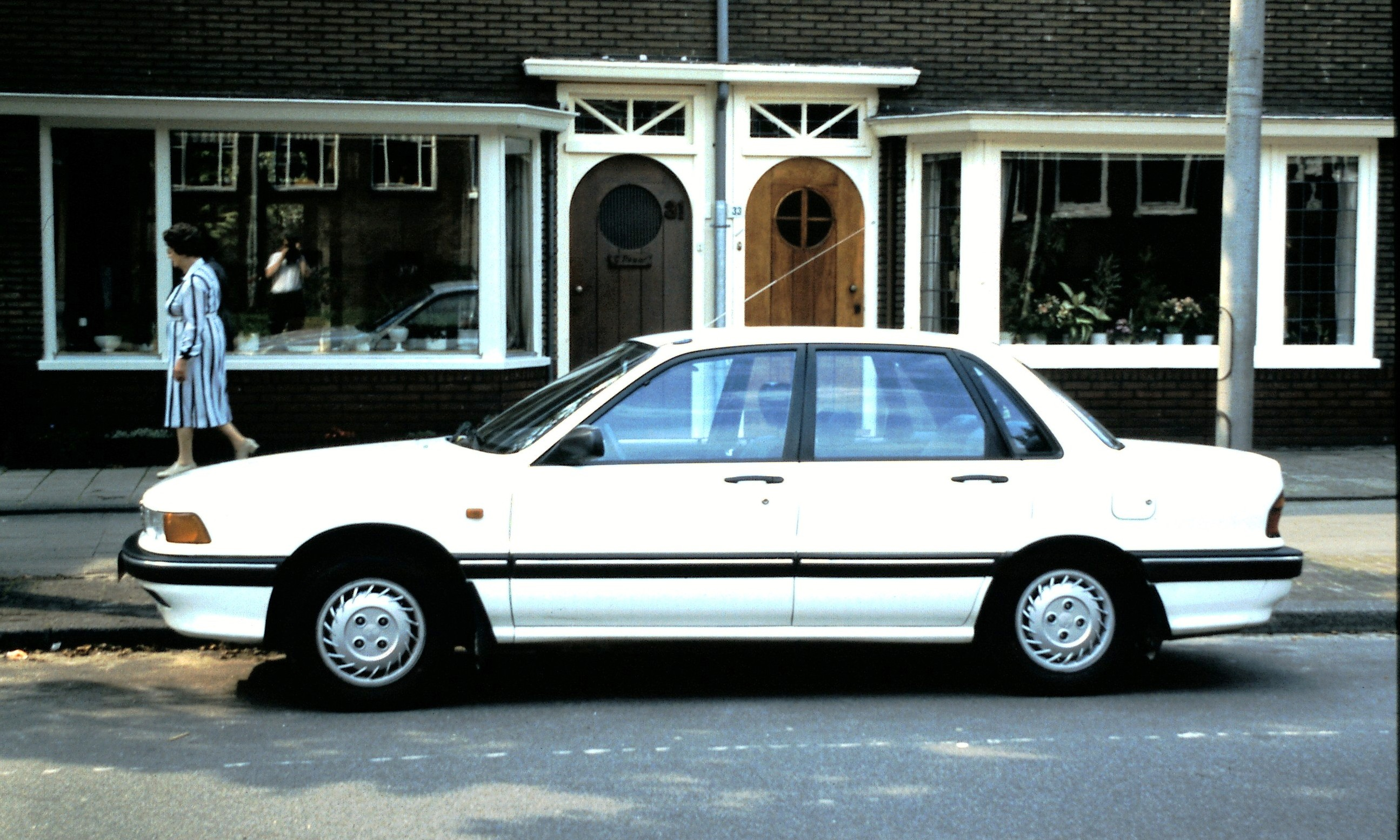
Mitsubishi Galant generation 6: 1987 - 1993

Mitsubishi Galant är en mellanklassbil som tillverkats i 9 generationer. den första generationen kom 1969 och var bakhjulsdriven. Den första framhjulsdrivna Galanten var generation 5 som kom 1984. Den 6:e generationen kom 1987 och blev årets bil i Japan, från och med 1988 tävlade Mitsubishi i rally VM med Galant VR4 till 1992 då Mitsubishi istället började köra rally medMitsubishi Lancer Evolution. Galant VR4 har turbo och fyrhjulsdrift och finns i generation 6, 7 och 8, generation 6 hade även fyrhjulsstyrning på VR4. Galant blev årets bil bland nöjda svenska bilägare 90, 91 och 92.